# Веймарская Высшая школа музыки

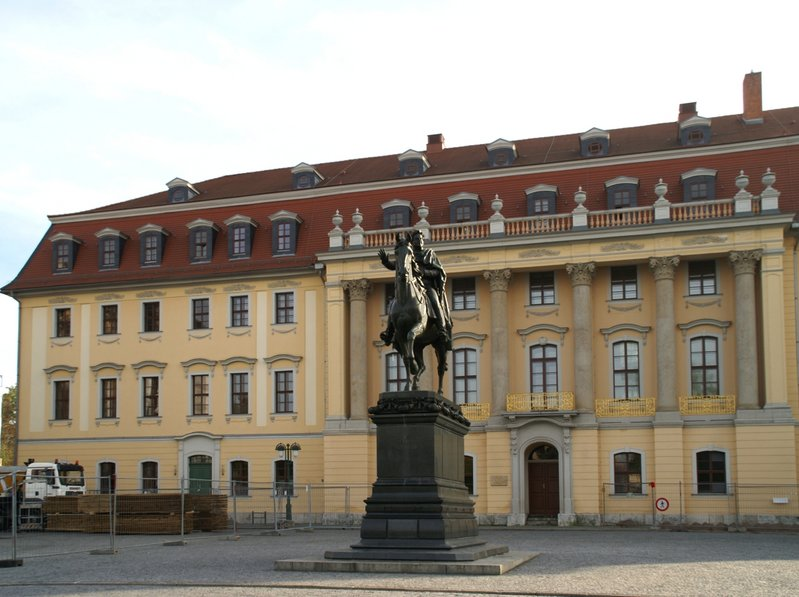
Здание Веймарской Высшей школы музыки с памятником герцогу Карлу Августу

Веймарская Высшая школа музыки имени Листа (нем. Hochschule für Musik Franz Liszt Weimar) — высшее музыкальное учебное заведение Германии, расположенное в Веймаре.
Считается, что корни Веймарской школы музыки восходят к 1835 году, когда работавший в Веймаре Франц Лист впервые заявил о необходимости создания здесь музыкального учебного заведения. Однако как таковое это заведение было создано только в 1872 году Карлом Мюллерхартунгом как Веймарская оркестровая школа (нем. Weimarer Orchester-Schule) — первая музыкальная школа Германии, ориентированная не на сольное, а на оркестровое музицирование. Первоначальными специализациями школы были оркестровые инструменты, клавир и дирижирование, позднее добавились вокал, в том числе оперный, композиция и, в определённый период, театральные специальности. В 1930 году школа получила название Высшей, в 1956 году — нынешнее наименование.

## Руководители
- Карл Мюллерхартунг (1872—1902)
- Эрих Вольф Дегнер (1902—1909)
- Вальдемар фон Бауснерн (1909—1916)
- Бруно Хинце-Райнхольд (1916—1934)
- Феликс Оберборбек (1934—1939)
- Пауль Сикст (1939—1945)
- Вальтер Шульц (1945—1948)
- Отмар Герстер (1948—1951)
- Вилли Ниггелинг (1951—1955)
- Вернер Феликс (1955—1966)
- Иоганн Циленшек (1966—1972)
- Ханс Рудольф Юнг (1972—1980)
- Дитхельм Мюллер-Нильссон (1980—1990)
- Вольфганг Маргграф (1990—1993)
- Вольфрам Хушке (1993—2001)
- Рольф Дитер Аренс (2001—2010)
- Кристоф Штёльцль (2010—2022)
- Анне-Катрин Линдиг (с 2022 г.)